# Dan Gibson
Dan Gibson (19. ledna 1922 Montréal – 18. března 2006) byl kanadský fotograf, kameraman a zvukař.

## Životopis
Během pozdních čtyřicátých let Dan Gibson fotografoval a natáčel filmy o přírodě, včetně divadla Audubon Wildlife Theatre. Gibson produkoval celou řadu filmů a televizních seriálů, díky nimž se naučil nahrávat zvuky divoké zvěře. Byl průkopníkem technik nahrávání a také pomáhal navrhovat zařízení pro optimalizaci výsledků, včetně „Dan Gibson Parabolic Microphone“. Některé z jeho raných nahrávek z 50. a 60. let byly vydány na LP deskách a odstartovaly jeho sérii Solitudes, která byla představena v roce 1981.
Gibson byl kladně hodnocen za své příspěvky do Friends of Algonquin Park a svou oddanost Asociaci obyvatel parku Algonquin. Pronájem pozemku v Algonquin Provincial Park dal Gibsonovi a jeho rodině (manželce: Helen, děti: Mary-Jane nebo „Kirkie“, Holly, Dan a Gordon) jedinečnou příležitost propojit se s přírodou, a rozhodně to podpořilo jeho vášeň. pro studium, ochranu a interakci s volně žijícími zvířaty.
V roce 1994 byl Gibson oceněn Řádem Kanady za své ekologické práce. V roce 1997 byl oceněn Walt Grealis Special Achievement Award na ceremoniálu Juno Awards v Hamiltonu, Ontario.
V roce 2004 vydal své první DVD Natural Beauty, které bylo původně natočeno ve vysokém rozlišení.

## Hlavní produkce
- Křídla v divočině – celovečerní film (vyprávěl Lorne Greene )
- Audubon Wildlife Theatre – 78 epizod, televizní seriál
- Wildlife Cinema – vícedílný televizní seriál
- Do divoké země – 10 epizod televizního seriálu (vyprávěl Lorne Greene )
- Divoká Kanada – vícedílný televizní seriál

## Filmové ceny
- Whitethroat – Golden Gate Award – 1965 San Francisco Film Festival[1]
- Land of the Loon – Nejlepší televizní film roku a čestné uznání za mimořádný přínos kinematografickému umění od CSC, 1967 Canadian Film Awards
- Dobrodružství Trent Severn – Cena za zásluhy, 1967 kanadské filmové ceny
- Winter Potpourri – Michigan Outdoor Writers Award of Merit 1969
- Sounds of Nature – Etrog za nejlepší zvuk v nedivadelním filmu, 1971 Canadian Film Awards
- Fly Geese FLY – Blue Ribbon Award za nejlepší dětský film, 1972 Americký filmový festival
- Zlatý podzim – cena Teddy, 1973 americký národní festival outdoorových filmů
- Dan Gibson's Nature Family – Nejlepší film roku o divoké zvěři, 1972 Canadian Film Awards
- Návrat obrů – Nejlepší film roku o divoké zvěři, 1973 kanadské filmové ceny
- Země velkého ledu – nejlepší film roku o divoké zvěři, 1974 kanadské filmové ceny
- Wings In The Wilderness – Etrog za nejlepší zvuk v nedivadelním filmu a čestné uznání za mimořádný přínos kinematografickému umění od CSC, 1975 Canadian Film Awards
- Návrat okřídlených obrů – Cena Johna Muira za nejlepší ekologický film, 1977 National Educational Film Festival, USA a nejlepší film o divoké zvěři, 1977 Saskatchewan International Film Festival

## Ocenění za alba
- Album Solitudes se celosvětově prodalo přes 20 000 000 kusů
- 15 alb Solitudes získalo v Kanadě zlatou certifikaci (50 000 prodaných kusů).
- 11 alb Solitudes získalo status Certified Platinum (100 000 prodaných kusů) nebo multi-Platinum.

## Diskografie
Do dubna 2012 bylo u Solitudes vydáno asi 234 alb (včetně 13 kompilací).
Některá populární alba jsou:
- Solitudes 25: Silver Anniversary Collection[2]
- Best of Solitudes: 20th Anniversary
- Listen to the Mockingbird
- Loon Echo Lake
- Natural Beauty DVD[3]
- Rolling Thunder
- Wildlife Identification by Sound
- Spring Romance, album: Dan Gibson 1998